# 莱姆 (默兹省)
莱姆（法語：Lemmes，法語發音：[lɛm]）是法国默兹省的一个市镇，属于凡尔登区。

## 地理
莱姆（49°4'1"N, 5°17'8"E）面积11.05 平方千米，位于法国大東部大區默兹省，该省份为法国西北部内陆省份，北与比利时接壤，西接马恩省和阿登省，南至上马恩省和孚日省，东临默尔特-摩泽尔省。
与莱姆接壤的市镇（或旧市镇、城区）包括：朗德勒库尔-朗皮尔、奥什、瑟农库尔莱莫茹伊、莱苏埃姆-朗蓬、苏伊、瓦德兰库尔。

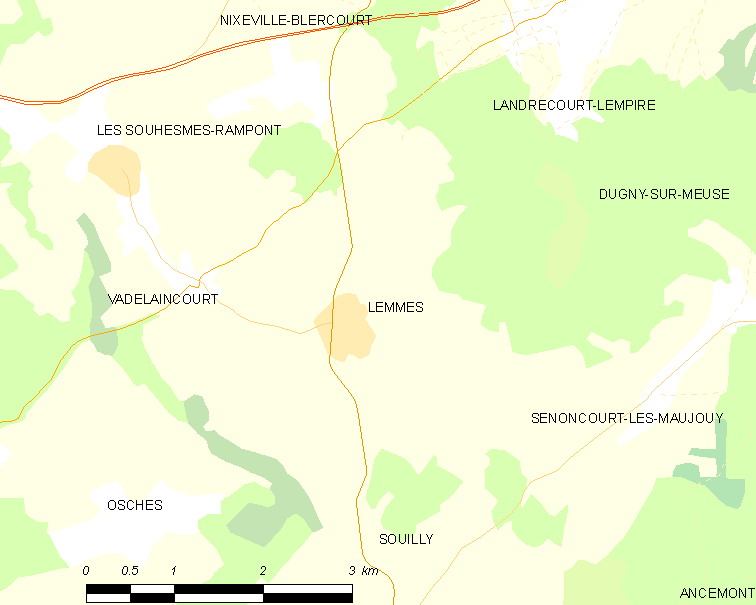
的OSM定位图

莱姆的时区为UTC+01:00、UTC+02:00（夏令时）。

## 行政
莱姆的邮政编码为55220，INSEE市镇编码为55286。

## 政治
莱姆所属的省级选区为默兹河畔迪约县。

## 人口

1962-2008年间人口变化图示

莱姆于2022年1月1日时的人口数量为236人。